# 立川アスレティックFC
立川アスレティックFC（たちかわアスレティックFC、TACHIKAWA ATHLETIC F.C.）は、日本の東京都立川市をホームタウンとする日本フットサルリーグ（Fリーグ）に加盟するフットサルクラブである。

## 沿革
2000年8月、東京都府中市で府中アスレティックFCとして創設された。チーム名の「Athletic」は、将来的にサッカー/フットサルを中心とした「府中市民の誇りとなる地域密着型スポーツクラブ」として成長していきたいという、クラブの理念が込められている。2003年5月に運営法人となる特定非営利活動法人府中アスレティックフットボールクラブを設立。2009年に日本フットサルリーグ（Fリーグ）に加盟。2015年にはFリーグ オーシャンカップ2015で優勝し、クラブ初のタイトルを獲得した。
2018年1月18日、Fリーグが2018-2019シーズンから2部制を導入するにあたって新設されるFリーグディビジョン1（F1）へ参加することが決定した。2018年にはホームタウンに立川市も加え、チーム名を立川・府中アスレティックFCに改称した。
2022-23シーズンより女子Fリーグが定めるホームアリーナ規格が変更となり、男子のFリーグと同様のピッチサイズ条件（40m×20m）を満たさなければならなくなった。これにより、男子・女子のいずれもホームタウンである府中市（府中市立総合体育館）で公式戦を開催することができなくなった。男女トップチームはホームタウンを立川市に移し、運営も一般社団法人立川アスレティックFCが行うこととなり、代表理事に皆本晃が就任した。また、チームカラーがブラウンから青に変更され、ロゴも刷新された。2022年4月以降、府中アスレティックフットボールクラブは育成組織となる府中アスレティックFC、府中アスレティックFCレディースの運営に携わることとなる。

## 2023-24シーズン所属選手
- 1 GK  檜山昇吾
- 3 AP  アスレくん
- 4 FP  新井裕生
- 5 FP  皆本晃
- 8 FP  上村充哉
- 10 FP  完山徹一
- 11 FP  南雲聡太
- 14 FP  菅谷知寿
- 16 FP  横山巧
- 17 FP  安東直生

- 19 FP  中村充
- 24 GK  西滉太
- 23 FP  柴田孝平
- 33 FP  出川翔
- 36 FP  湯浅拓斗
- 39 GK  浅井凱斗
- 77 FP  ボラ
- 79 FP  酒井遼太郎

## ユニフォーム

### ユニフォームサプライヤー
- 2009年 - 2012年　アディダス
- 2013年 - 2020年　UMBRO
- 2021年 - united five[4]

### ユニフォームスポンサー
| 掲出箇所 | スポンサー名                         | 表記                     |
| -------- | ------------------------------------ | ------------------------ |
| 胸       | 立飛ホールディングス                 | TACHIHI                  |
| 鎖骨右   | 帝国通商                             | チームウェアオーダー.com |
| 鎖骨左   | リノベる株式会社                     | リノベる。               |
| 袖       | 株式会社壽屋                         | KOTOBUKIYA               |
| 背中     | 株式会社ライフェックス               | LIFEX                    |
| 裾       | 株式会社アイキューブ・マーケティング | andline光                |

### 戦績・歴代監督
| 年度    | 所属         | 試合 | 勝点 | 勝 | 分 | 敗 | 順位 | 監督                   |
| 2000    | Super League | 5    | 5    | 1  | 2  | 2  | 5位  | 中村恭平               |
| 2001    | Super League | 7    | 13   | 4  | 1  | 2  | 3位  | 中村恭平               |
| 2001    | 東京都1部    | 18   | ？   | ？ | ？ | ？ | 2位  | 中村恭平               |
| 2002    | Super League | 7    | 16   | 5  | 1  | 1  | 3位  | 中村恭平               |
| 2002    | 関東         | 11   | 11   | 3  | 2  | 6  | 9位  | 中村恭平               |
| 2003    | 関東         | 11   | 21   | 7  | 0  | 4  | 3位  | 中村恭平               |
| 2004    | 関東         | 11   | 24   | 7  | 3  | 1  | 2位  | 中村恭平               |
| 2005    | 関東         | 16   | 24   | 8  | 0  | 8  | 8位  | アドリアーノ           |
| 2006    | 関東         | 16   | 32   | 10 | 2  | 4  | 2位  | 中村恭平               |
| 2007    | 関東1部      | 14   | 20   | 6  | 2  | 6  | 4位  | 鞁島三郎               |
| 2008    | 関東1部      | 14   | 22   | 7  | 1  | 6  | 4位  | セルジオ・ガルジェッリ |
| 2009-10 | Fリーグ      | 27   | 16   | 4  | 4  | 19 | 10位 | セルジオ・ガルジェッリ |
| 2010-11 | Fリーグ      | 27   | 46   | 14 | 4  | 9  | 4位  | 中村恭平               |
| 2011-12 | Fリーグ      | 27   | 35   | 10 | 5  | 12 | 6位  | 伊藤雅範               |
| 2012-13 | Fリーグ      | 27   | 47   | 15 | 2  | 10 | 3位  | 伊藤雅範               |
| 2013-14 | Fリーグ      | 36   | 49   | 16 | 1  | 19 | 7位  | 谷本俊介               |
| 2014-15 | Fリーグ      | 33   | 50   | 14 | 8  | 11 | 7位  | 谷本俊介               |
| 2015-16 | Fリーグ      | 33   | 57   | 18 | 3  | 12 | 5位  | 谷本俊介               |
| 2016-17 | Fリーグ      | 33   | 57   | 17 | 6  | 10 | 5位  | 谷本俊介               |
| 2017-18 | Fリーグ      | 33   | 60   | 18 | 6  | 9  | 6位  | 谷本俊介               |
| 2018-19 | F1リーグ     | 33   | 65   | 20 | 5  | 8  | 3位  | 谷本俊介               |
| 2019-20 | F1リーグ     | 33   | 45   | 13 | 6  | 14 | 7位  | 谷本俊介               |
| 2020-21 | F1リーグ     | 22   | 39   | 12 | 3  | 7  | 5位  | 山田マルコス勇慈       |
| 2021-22 | F1リーグ     | 22   | 34   | 10 | 4  | 8  | 5位  | 比嘉リカルド           |
| 2022-23 | F1リーグ     | 22   | 45   | 14 | 3  | 5  | 2位  | 比嘉リカルド           |
| 2023-24 | F1リーグ     | 27   | 43   | 14 | 1  | 12 | 3位  | 比嘉リカルド           |

- 2004年　第4回FUTSAL地域チャンピオンズリーグ（全国大会） 3位
- 2005年　第5回FUTSAL地域チャンピオンズリーグ（全国大会） 3位
- 2007年　第12回フットサル全日本選手権（全国大会） 準優勝
- 2022年   第27回全日本フットサル選手権優勝
- Fリーグ2012 powered by ウイダーinゼリー Charge→Go プレーオフ 1st Round 敗退
- Fリーグ オーシャンアリーナカップ2013 準優勝
- Fリーグ オーシャンカップ2015 優勝
- Fリーグ 2015-16 プレーオフ Final Round進出：結果3−6で敗戦　準優勝（優勝：名古屋オーシャンズ）

## その他の傘下チーム
- 立川アスレティックFCレディース (日本女子フットサルリーグ)
- フットサル男子サテライト (東京都フットサルリーグ1部)
- フットサルU-18 (東京都ユースフットサルリーグ)
- フットサルU-15

## DVD
- フットサルの極意が身につく 府中アスレ式トレーニング～かけひきで打ち勝つ!～（2014年） ティアンドエイチ株式会社